# 村上悅也
村上悅也（1984年11月3日—），是日本的男演员和前童星。曾是经纪公司five☆eight的成员。他出生于千叶县市川市。他的演艺生涯始于铁腕侦探露宝达中饰演的雪柳小驱一角。

## 主要演出作品

### 特攝劇
- 铁腕侦探露宝达（朝日電視臺，1998年3月 - 1999年1月），雪柳驱。